# Dany Priso
Dany Priso (Loum, 2 gennaio 1994) è un rugbista a 15 francese di origine camerunense, che gioca nel ruolo di pilone nel Tolone.

## Biografia
Nato in Camerun, Priso si trasferì in Francia all'età di undici anni stabilendosi nella cittadina di Ussel. Le sue prime esperienze rugbistiche avvennero proprio con la squadra del piccolo comune francese, ma, dopo solo due anni di attività, fu ingaggiato nelle giovanili del Limoges. Durante dei tornei interprovinciali fu notato da alcuni osservatori dello Stade français e, nel 2012, entrò a far parte del centro di formazione del club parigino. Dopo tre anni nel settore giovanile fu aggregato alla prima squadra per uno stage durante la preparazione estiva del 2015; il suo esordio a livello professionistico avvenne nella partita contro Pau, valida come prima giornata del Campionato francese 2015-16. Nel novembre dello stesso anno debuttò anche in European Rugby Champions Cup nella sfida della fase a gironi con il Leicester. Al termine della sua prima stagione professionistica dove aveva ottenuto un totale di sei apparizioni firmò un contratto biennale con La Rochelle. Giocò per sei anni nel club della Nuova Aquitania con il quale conquistò la Champions Cup 2021-2022, la prima nella storia di La Rochelle, e raggiunse la finale del campionato francese nel 2020-2021, quella della Champions Cup nello stesso anno e quella della Challenge Cup 2018-2019; fu, inoltre, incluso nella selezione per il premio di Miglior giocatore europeo dell'anno 2018 conferito dall'EPCR. Nel marzo 2022, annunciò il trasferimento al Tolone con cui, alla prima stagione, vinse la Challenge Cup 2022-2023
Priso non fece mai parte delle selezioni giovanili francesi. La sua prima esperienza con la nazionale francese risale al novembre 2017 durante il tour europeo della Nuova Zelanda e fu una partita, non valida come presenza internazionale, contro una selezione neozelandese. Il suo primo incontro internazionale ufficiale con la Francia lo vide scendere in campo con l'Irlanda come avversario nella prima giornata del Sei Nazioni 2018, torneo del quale disputò quattro sfide. Successivamente, nel corso del 2018, prese parte a tutte le amichevoli del tour in Nuova Zelanda della nazionale transalpina e a tutte quelle della finestra novembrina di test-matches. Il tecnico della selezione francese Jacques Brunel lo convocò anche per il Sei Nazioni 2019, durante il quale ottenne tre presenze. In estate fu selezionato nella squadra francese per preparare la Coppa del Mondo di rugby 2019; nonostante fosse sceso in campo nell'amichevole contro la Scozia, non fu incluso tra i convocati definitivi per il mondiale. Dopo tre anni di assenza, tornò in nazionale in occasione del tour estivo in Giappone del 2022 dove prese parte a tutti gli incontri; ottenne altre due presenze nei test matches del novembre dello stesso anno.

## Palmarès
- Champions Cup: 1
La Rochelle: 2021-22
- Challenge Cup: 1
Tolone: 2022-23